# Funktionsorienterade företag
Funktionsorientering är en företagsform som innebär att de olika avdelningarna inom företaget försöker optimera just sin avdelning.
I den traditionella organisationen går ordern och produkten från avdelning till avdelning utan att avdelningarna har något tätare samarbete. Det finns mellanlager mellan varje funktion och slutkunden är osynlig för de flesta i företaget.
I den funktionella organisationen arbetar varje funktion (avdelning) separat från funktionerna före och efter. Följden av detta blir att varje funktion optimerar sin verksamhet utan att tänka på helheten. Tex. inköpsavdelningen försöker uppnå så låga priser som möjligt.
Nackdelar:
- Problem som uppstår i olika funktioner adderas i slutändan. Man garderar sig mot störningar med hjälp av buffert- eller säkerhetslager och stora lagernivåer uppstår.
- Ingen ansvarar för helheten.
- Revirtänkande som leder till att funktionens bästa prioriteras framför företagets bästa.